# Challes, Sarthe
Challes là một xã trong tỉnh Sarthe trong vùng Pays-de-la-Loire ở tây bắc nước Pháp. Xã này nằm ở khu vực có độ cao từ 74-147 mét trên mực nước biển.